# فاوزهای کوچک و هالی بزرگ
فاوزهای کوچک و هالی بزرگ (به انگلیسی: Little Fauss and Big Halsy) یک فیلم کمدی-درام آمریکایی محصول ۱۹۷۰ ساخته سیدنی جی. فیوری با بازی رابرت ردفورد و مایکل جی. پولارد همراه با لورن هاتن، نوا بری، جونیور و لوسیل بنسون است.
داستان این فیلم مربوط به سو استفاده‌های دو موتور سوار است؛ و یکی از فیلم‌های نسبتاً ناموفق رابرت ردفورد است و بنابراین کمتر از سایر آثار وی شناخته شده‌است. جانی کش در ساخت عنوان اصلی و سایر قسمت‌های موسیقی متن همکاری داشت.